# 맹크스
맹크스(Manx)는 중간 크기의 고양이로 원산지는 명확하지 않으나 맨섬이 원산지로 알려져 있다. 맹크스는 뒷다리가 앞다리보다 길어서 걸을 때 엉덩이를 흔들며 깡총 뛰는 듯한 걸음걸이로 걷는다. 맹크스의 눈은 크고 둥글며 귀는 넓지만 작다. 털은 2겹이며 광택이 있고 색깔과 눈빛이 다양하다. 특이한 것은 꼬리가 시작되는 부위가 오목하게 들어가 있어 꼬리가 없거나 짧다는 것이다. 몸길이는 30cm 안팎이며 꼬리 없는 고양이끼리 교배하면 치명적인 유전자의 결합으로 사산할 수 있다. 맹크스의 장모종인 킴릭도 존재한다. 맹크스는 길가에서도 존재하며 길가에 있는 맹크스는 대부분 꼬리가 검은색이다.